# Marc Collat
Marc Collat es un exfutbolista y entrenador de fútbol francés. Actualmente dirige a la  Selección de fútbol de Martinica.

## Carrera como jugador
- 1960-1966:  Châtillon-sous-Bagneux
- 1966-1969:  USM Malakoff
- 1969-1972:  Racing Colombes 92
- 1972-1980:  USM Malakoff
- 1980-1982:  Stade français
- 1982-1983:  Versailles FC
- 1983-1986:  La Celle-Saint-Cloud

## Carrera como entrenador

### Clubes
Inició su carrera como jugador-entrenador en La Celle-Saint-Cloud en 1983. Dirigió a diversos equipos en Francia como el US Créteil (1993-94), el Stade de Reims (2000-02 y 2009-10) o el Clermont Foot (2005-06). También trabajó en el centro de formación del París Saint-Germain (1986-89 y 1998-2000).

### Selecciones
Entre 2003 y 2004, Collat se desempeñó como director técnico de la selección de fútbol Sub-19 de Catar, en lo que fue su primera experiencia internacional. Posteriormente, en 2009, se hizo cargo de la Dirección Técnico Nacional de la selección de Mauricio.
El 16 de enero de 2014 fue entronizado como seleccionador de Haití.

### Clubes como entrenador
| Club                                            | País      | Año           |
| ----------------------------------------------- | --------- | ------------- |
| La Celle-Saint-Cloud                            | Francia   | 1983-1986     |
| Paris Saint Germain (director deportivo)        | Francia   | 1986-1989     |
| Francia sub-23                                  | Francia   | 1989-1993     |
| US Créteil                                      | Francia   | 1993-1994     |
| USS Tamponnaise                                 | Francia   | 1995          |
| Stade Briochin                                  | Francia   | 1995-1997     |
| SC Amiens (director deportivo)                  | Francia   | 1998          |
| Paris Saint Germain (coordinador de la cantera) | Francia   | 1998-2000     |
| Stade de Reims                                  | Francia   | 2000-2002     |
| Catar sub-19                                    | Catar     | 2003-2004     |
| Clermont Foot                                   | Francia   | 2005-2006     |
| Mauricio                                        | Mauricio  | 2009          |
| Stade de Reims                                  | Francia   | 2009-2010     |
| Haití                                           | Haití     | 2014-2015     |
| GS Consolat Marseille                           | Francia   | 2017          |
| Haití (interino)                                | Haití     | 2017          |
| Haití                                           | Haití     | 2018-2019     |
| Martinica                                       | Martinica | 2021-presente |